# José García-Jove
José García-Jove García-Cadrecha (Ferrol, La Coruña, 1810 - Madrid, 1864) fue un militar y político español.
Nace en Ferrol y se traslada a Oviedo para iniciar sus estudios superiores en la Universidad de Oviedo en dónde estudia Filosofía y Leyes. Se alista en la milicia nacional dentro del grupo denominado los exaltados. Es elegido diputado por Asturias dentro del bando progresista en 1841 ocupando el cargo tres años hasta 1844 en la que pierde el puesto la instaurarse la Década moderada. En 1854 es de nuevo elegido diputado al instaurarse el denominado Bienio Progresista. En 1855 es nombrado por el ministro de Hacienda, Pascual Madoz, subsecretario de Hacienda. La amistad con Madoz se ve reflejada en su colaboración en la obra Diccionario geográfico-estadístico-histórico de España y sus posesiones de Ultramar. 
En 1856, tras finalizar el bienio progresista, ingresó dentro de la administración del Estado, falleciendo en Madrid en 1864
- Datos: Q6454262